# Richard Häussler

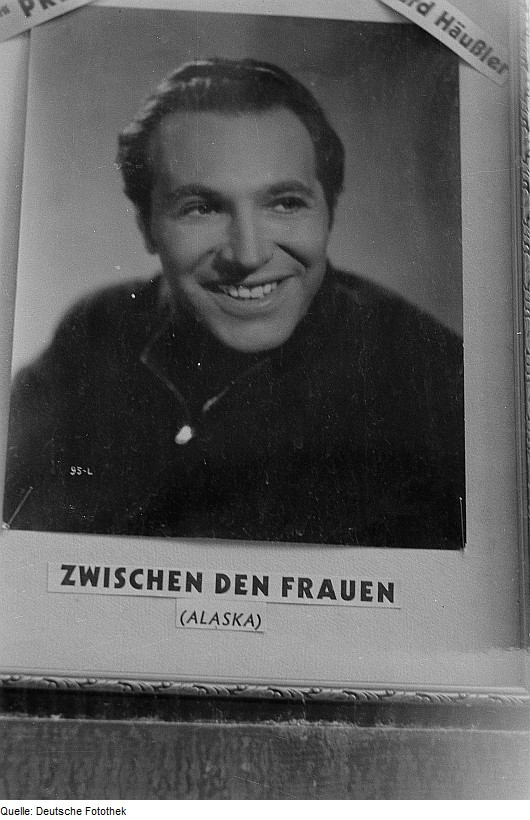
Richard Häussler 1947 im Schaukasten eines Theaters

Richard Häussler (* 26. Oktober 1908 in München; † 28. September 1964 ebenda; gebürtig Richard Häußler) war ein deutscher Schauspieler und Regisseur.

## Leben
Nach Schauspielunterricht in München debütierte Häussler 1926 in Nürnberg. Er agierte dann vor allem an den Münchner Kammerspielen, aber auch in Stettin, Hamburg und am Deutschen Theater in Berlin. Von 1935 bis 1938 gehörte er zum Ensemble am Schauspielhaus in München.
Im Jahr 1935 gab er seinen Einstand beim Film, wo er in Neben- und manchmal Hauptrollen in Filmen aller Art mitwirkte. Häussler verkörperte in der Regel kultivierte Männer, ob als Liebhaber oder Repräsentant eines gehobenen Standes wie Förster, Arzt oder Anwalt, oder auch als Gangsterboss in dem Edgar-Wallace-Film Zimmer 13. Mehrmals führte er selbst Regie und spielte weiterhin an verschiedenen Bühnen Deutschlands Theater.
Richard Häussler erlag im September 1964 in München einem Herzinfarkt und wurde auf dem Waldfriedhof in Grünwald bei München beigesetzt.

## Familie
Häussler heiratete am 3. Juli 1939 in Berlin Helga Freiin von Wangenheim (1912–1996), eine Tochter des königlich-preußischen Majors Ludwig Freiherr von Wangenheim und dessen Ehefrau Cordula Mühlmann. Aus dieser Ehe gingen zwei Töchter hervor, darunter die Schauspielerin Maria Häussler. Nach seiner Scheidung Ende der 1950er Jahre war Häussler von 1958 bis zu seinem Tod in zweiter Ehe mit der Schauspielerin Maria Andergast verheiratet.

## Filmografie
- 1935: Der ahnungslose Engel
- 1935: Die große und die kleine Welt
- 1937: Spiel auf der Tenne
- 1937: Der Schimmelkrieg in der Holledau
- 1939: Sensationsprozeß Casilla
- 1939: Verdacht auf Ursula
- 1939: Maria Ilona
- 1939: Was wird hier gespielt?
- 1940: Der Fuchs von Glenarvon
- 1940: Mädchen im Vorzimmer
- 1940: Im Schatten des Berges
- 1941: Komödianten
- 1941: Das andere Ich
- 1941: Geheimakte W.B. 1
- 1942: Violanta
- 1942: 5000 Mark Belohnung
- 1942: Himmel, wir erben ein Schloß!
- 1942: Das Bad auf der Tenne
- 1943: Der zweite Schuß
- 1943: Liebe, Leidenschaft und Leid
- 1943: Die schwarze Robe
- 1944: Schicksal am Strom
- 1944: Dir zuliebe
- 1944: Eines Tages
- 1944: Rätsel der Nacht
- 1947: Wozzeck
- 1948: Beate
- 1948: Das verlorene Gesicht
- 1949: Mädchen hinter Gittern
- 1949: Der Bagnosträfling
- 1949: Madonna in Ketten
- 1949: Das Geheimnis des Hohen Falken
- 1950: Der Fall Rabanser
- 1951: Begierde
- 1951: Rausch einer Nacht
- 1951: Die Alm an der Grenze
- 1951: Die Martinsklause (nur Regie)
- 1952: Die schöne Tölzerin (auch Regie)
- 1953: Das Dorf unterm Himmel (nur Regie)
- 1953: Man nennt es Liebe
- 1953: Die Todesarena
- 1953: Dein Herz ist meine Heimat (nur Regie)
- 1954: Der rote Prinz
- 1955: Das Fräulein von Scuderi
- 1955: Wenn die Alpenrosen blüh’n (auch Regie)
- 1956: Der Glockengießer von Tirol (nur Regie)
- 1956: Der Adler vom Velsatal (auch Regie)
- 1957: Die Frühreifen
- 1958: Es war die erste Liebe
- 1958: Zurück aus dem Weltall
- 1958: Der Czardas-König
- 1958: U 47 – Kapitänleutnant Prien
- 1959: Aus dem Tagebuch eines Frauenarztes
- 1961: Die seltsame Gräfin
- 1962: Der Kronanwalt (TV)
- 1963: Der Würger von Schloß Blackmoor
- 1963: Das indische Tuch
- 1964: Zimmer 13
- 1964: Wenn man baden geht auf Teneriffa
- 1965: Die Gejagten der Sierra Nevada (El ranch de los implacables)